# Альбершвенде
Альбершвенде нім. Alberschwende — містечко та громада округу Брегенц в землі Форарльберг, Австрія.
Альбершвенде лежить на висоті 721 над рівнем моря і займає площу 21,15 км². Громада налічує 3139 мешканців. 
Густота населення 148/км².  
Громада лежить в районі, який носить назву Брегенцвальд. Неподалік розкинулося Боденське озеро. Через містечко протікає річка Брезенцер Ах. Населення Форальбергу розмовляє алеманським діалектом німецької мови, а тому ближче до швейцарців, ніж до населення більшої частини Австрії, яке розмовляє баварсько-австрійським діалектом. 
|                                       |
| Альбершвенде на мапі округу та землі. |

 Адреса управління громади: Hof 3, 6861 Alberschwende. 

## Демографія
Історична динаміка населення міста за даними сайту Statistik Austria